# Cadillac Cien
La Cadillac Cien è una concept car realizzata nel 2002 dalla casa automobilistica statunitense Cadillac per festeggiare i 100 anni dalla propria fondazione. Lo stesso nome, Cien, in spagnolo significa cento.
L'auto fu esposta per la prima volta al Salone dell'automobile di Detroit nel 2002.

## Caratteristiche tecniche
La Cadillac Cien monta un motore GM V12 da 7.500 cm³ interamente in alluminio, capace di erogare la potenza di 760 CV, per una velocità massima di 365 km/h. La Cien, inoltre, monta il sistema Displacement on Demande, che lo spegne durante le soste e lo trasforma in un 6 cilindri ai bassi regimi. Questa supercar, monta anche altri sistemi per garantire al pilota un'ottima guida, come Stabil Track, Night Vision, Ultrasonic Rear Park assist, Communiport e OnStar. L'auto, è equipaggiata con uno spoiler posteriore che, a seconda della velocità, varia il suo assetto e monta ruote da 19" all'avantreno e 21" al retrotreno.
Oltre che al salone automobilistico la vettura è stata protagonista del film The Island.